# ランキスト数
ランキスト数(英: Lundquist number, {\displaystyle S})とは、プラズマ物理学における無次元数である。ランドクヴィスト数、ルントクヴィスト数、ルンキスト数ともいう。

## 定義
アルヴェーン波と拡散抵抗の時間的尺度の無次元比である。系の代表的な速度的尺度がアルヴェーン速度である場合の磁気レイノルズ数で、以下の式により定義される;
{\displaystyle S={\frac {Lv_{A}}{\eta }},}
ここで、{\displaystyle L}は系の代表的な長さ尺度、{\displaystyle \eta }は磁束拡散係数、{\displaystyle v_{A}}はプラズマのアルヴェーン速度。
高いランキスト数は伝導性の高いプラズマを、低いランキスト数はより抵抗性のプラズマを示す。ランキスト数は実験室スケールでのプラズマの場合、概ね{\displaystyle 10^{2}-10^{8}}の値をとり、天体物理学においては{\displaystyle 10^{20}}以上にもなり得る。ランキスト数は磁気リコネクションを考える上で重要な値である。